# Football freestyle
 (avril 2024).
 (avril 2021).
Le football freestyle est une discipline artistique et sportive libre qui consiste à réaliser des figures à l'aide d'un ballon de football. Pour réaliser ces figures, les pratiquants s'inspirent, entre autres, de la jonglerie, de la danse et de la gymnastique. La créativité, la technique, le contrôle, l’exécution et la difficulté des tricks (figures réalisées avec le bas du corps ) ainsi que la musicalité permettent aux freestylers de se démarquer les uns des autres. Certains privilégient le côté technique et athlétique de la discipline en repoussant toujours plus loin la difficulté des tricks notamment en Lower, tandis que d’autres cherchent à créer leurs propres figures en se concentrant sur l’innovation artistique de la pratique. 

## Origines (Histoire)
Il est difficile de dater les origines du football freestyle. Il y a déjà plus de 2000 ans, des jeux pratiqués tels que le Chinlon, Jianzi et Sepak Takraw en Asie du Sud et du Sud-Est présentaient de nombreuses similitudes à la pratique qu'on connaît aujourd'hui.

### L'air du cirque contemporain
Ce n'est seulement qu'au XIXe siècle, qu'on retrace les origines de la discipline. Portés dans les années 1970, par le cirque contemporain, certains circassiens ont commencé à utiliser le ballon de football traditionnel dans la jonglerie avec ballon (Evgeni Biljauer, Enrico Rastelli, Francis Brunn, Chris Christiansen). Certaines figures emblématiques de la discipline comme le Neck Stall et le Around The World était très souvent réalisé.

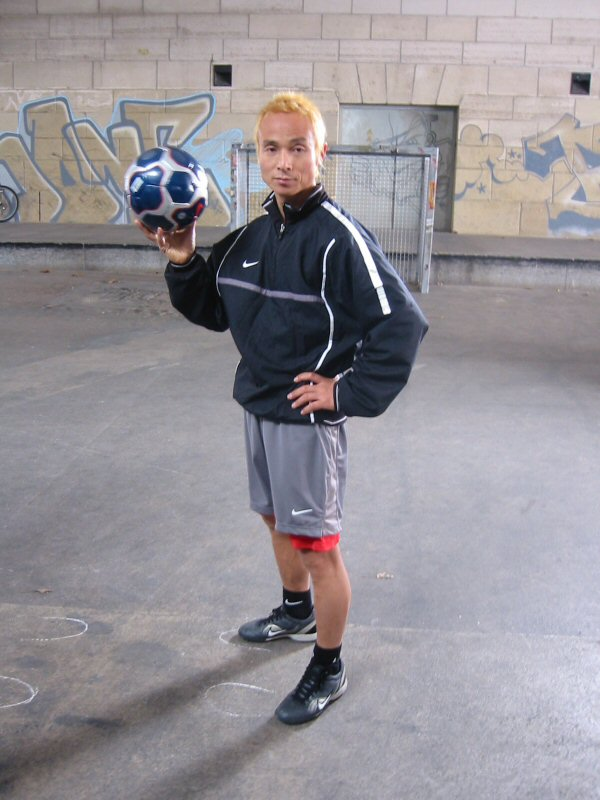
Hee Young Woo

Au cours des années 80, au XXe siècle, le freestyle est devenu fortement lié au football associatif. Certains footballeurs ont contribué indirectement au développement du freestyle football comme Charro Moreno (années 1950), Diego Maradona, Hugo Sánchez dans les années 1980, avec leurs gestes techniques réalisés en échauffement avant les matchs de football. Cette période voit apparaître l'un des premiers freestylers : Hee Young Woo. Il s'agit de l'un des premiers pratiquants à gagner de l'argent par des démonstrations de foot freestyle grâce à une habileté et un contrôle de balle uniques. 

### La numérisation de la pratique
Mais, c'est dans les années 2000 que le foot freestyle devient une pratique populaire, sous le développement de l'air numérique. Soufiane Touzani, un freestyler néerlandais, introduit un nouveau style de tricks et réalise notamment une figure devenue virale sur internet "Touzani Around the World". Juste à partir d'une vidéo, la discipline prend une nouvelle ampleur et commence à se faire connaître partout dans le monde. Cette vidéo a inspiré de nombreux jeunes à vouloir se lancer comme lui et réaliser ces gestes. 
En 2003, dans une recherche du côté "spectaculaire", Nike décide de réaliser une vidéo commerciale de 60 secondes intitulée "STICKMAN BACKSTAGE", mettant en avant le côté technique du football freestyle et mettant en vedette des footballeurs célèbres tels que Ronaldinho. Cette année-là a également marqué le lancement de la première compétition en ligne organisée par Nike et remportée par Abbas Farid, ainsi que du Masters of the Game World Freestyle remporté par Mr. Woo.
En 2005, Nike sponsorise un premier DVD sur le football freestyle, "Wasse Sitting Showtime" (2005), suivi par d'autres DVD la même année : Stylers Crew Japan (2005), Nissi DVD (2005) et Aleg-re Vol. 1 (2005).
En février 2006, on peut découvrir les premières publicités de la marque Nike à la télévision : Nike Joga Bonito - Brazil mettant en avant des figures de freestyle réalisées avec des célébrités du football comme Éric Cantona et Ronaldinho.

### Naissance des battles 1 vs 1
En 2007, l'entreprise Red Bull va révolutionner le monde des compétitions en lançant "Red Bull Reaccion", une compétition en présentiel sous la forme de battles 1 vs 1. Les règles sont simples : un ballon et chaque freestyler doit effectuer un passage de 3 fois 30 secondes, le tout en musique. Les juges notent le style et la difficulté des tricks.
Portée par son succès, Red Bull décide d'étendre son format en organisant le premier championnat du monde international au Brésil. La première édition regroupa 44 pays, chacun représenté par un freestyler qui a été sélectionné.
En 2009, une nouvelle compétition voit le jour : le "Super Ball". Cet événement représente le plus grand rassemblement international de freestylers en Europe (Prague). Grâce à son succès croissant et à son évolution, il se transforme au fil des années en un championnat du monde ouvert.

## Organisation de ce sport (niveau international)
Face à l'essor du nombre de pratiquants et à la digitalisation de la discipline, quelques pionniers décident de s'unir en 2011 pour créer la première fédération internationale de football freestyle, la "Football Freestyle Fédération" (F3). Son objectif est de rassembler une communauté de pratiquants autour d'une même discipline, tout en organisant une compétition continentale, le "F3 World Tour", sur chaque continent. Cette première gouvernance instaure les principales règles du freestyle football, ainsi que les modalités de qualifications aux compétitions internationales (prendre part à une seule compétition nationale officielle et à une seule compétition continentale.) 

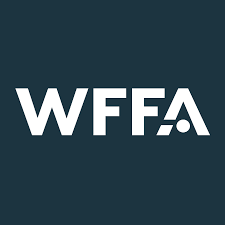
Logo de la World Freestyle Football Association (WFFA)

En 2017, dans une volonté de renouveau et d'institutionnalisation de la pratique, la fédération se transforme sous une nouvelle identité : la "World Freestyle Football Association" (WFFA), succédant ainsi à la F3. Fondée sur les principes du développement communautaire et de l'éducation, cette association reconnaît le potentiel de ce sport passionnant à inspirer des modes de vie actifs et sains chez les jeunes à travers le monde. En plus de promouvoir le football freestyle comme une profession à part entière pour les athlètes, la WFFA s'engage à enseigner des compétences essentielles pour la vie quotidienne à travers cette discipline. 
Sa structuration se compose de réseaux d'acteurs divisés par pôles et regroupant 116 pays membres : 
- Regional Key Leaders : Ce groupe, constitué de 15 personnes, assure la liaison entre les communautés locales et la WFFA. Chacun de ces leaders régionaux représente un continent afin de mieux servir les 116 pays membres de la WFFA.
- Global Team : Composée de 6 membres, cette équipe est chargée de développer la communauté du football freestyle à l'échelle mondiale.
- Sports Committee : Ce comité, composé de 7 membres, est responsable de la gestion logistique et des règlements de tous les événements et séries majeures de football freestyle dans le monde.
- Boards : Composé de 7 membres, ce groupe coordonne et dirige la logistique et les règlements de tous les événements et séries majeures de football freestyle dans le monde.

## Organisation de ce sport (niveau national)
En France, la structuration s'est concrétisée en 2012 avec la création de l'association "FRANCE FREESTYLE BALL (FFB)". Cette association a pour mission de représenter et de soutenir le développement de toutes les formes de freestyle en France : Freestyle Football, Freestyle Basket, Freestyle Ball, street soccer et street ball. Ces acteurs de la pratique furent de grands partisans du développement de la discipline et des compétitions au niveau national.
En 2016, l'association France Freestyle Ball décide de changer de nom et de se concentrer uniquement sur la pratique du football freestyle. Elle devient "Foot Freestyle Paris" le 22 mars 2016, sous l'impulsion de quelques pionniers de la discipline, dont Fal, actuel président de l'association. En 2017, le foot freestyle français intègre le "collectif Freestyle" de l'association Humanitaria (collectif de pratiques et sports urbains).
En 2018, l'association "Foot Freestyle Paris" devient "Foot Freestyle France" dans le but de développer la pratique au niveau national. Depuis 2022, elle est cogérée par Fal et Gaetan Czaja dans son développement. En France, on compte plus de 500 pratiquants, et au niveau mondial plus de 15 000 pratiquants.

## Une pratique accessible et mixte
La pratique du football freestyle est un sport libre et ouvert à tous, quel que soit l'âge. Aucune restriction n'existe pour pratiquer ou participer en compétition. Autrefois, les compétitions nationales étaient mixtes, où les femmes concouraient aux côtés des hommes. Depuis 2011, des compétitions internationales masculines et féminines sont organisées. Depuis 2020, il existe aussi un championnat de France masculin et féminin.

## Tricks en football freestyle

### Catégories du Football Freestyle
Grâce à son développement moderne, le football freestyle s'est structuré en cinq grandes catégories ou styles distincts :
- AIR MOVES (LOWER) : C'est le style le plus répandu et spectaculaire de la discipline. Il repose sur un jonglage dynamique où les tricks sont réalisés principalement avec les jambes (notamment le tour du monde). Le ballon reste toujours en l'air, entre les pieds et la tête.
- SIT : Cette variante consiste à jongler assis ou allongé au sol, avec les deux jambes décollées du sol.
- UPPER : Cette variante comprend le jonglage avec la tête, ainsi que l'utilisation de tout le haut du corps.
- GROUND : Ce style consiste à enchaîner les dribbles au sol en utilisant toutes les surfaces du pied (semelle, talon, coup de pied...). Le ballon roule dans différentes directions tout en restant toujours au sol, avec l'objectif souvent de réaliser un panna (petit pont).
- BLOCKS : Comme son nom l'indique, ce style consiste à bloquer le ballon, que ce soit au niveau du mollet, des genoux ou même de la nuque. Le block est souvent considéré comme une sous-catégorie par les freestylers, car le ballon peut aussi bien être bloqué en upper (avec la nuque par exemple), en lower, en sitdown ou encore en groundmove.

On peut également ajouter d'autres sous-catégories : 
- Transitions : Ces gestes techniques permettent de passer d'une catégorie à une autre.
- Acrobaties : Inspirées de la gymnastique, ces mouvements ajoutent une dimension acrobatique à la pratique.

### Spécifications de la discipline

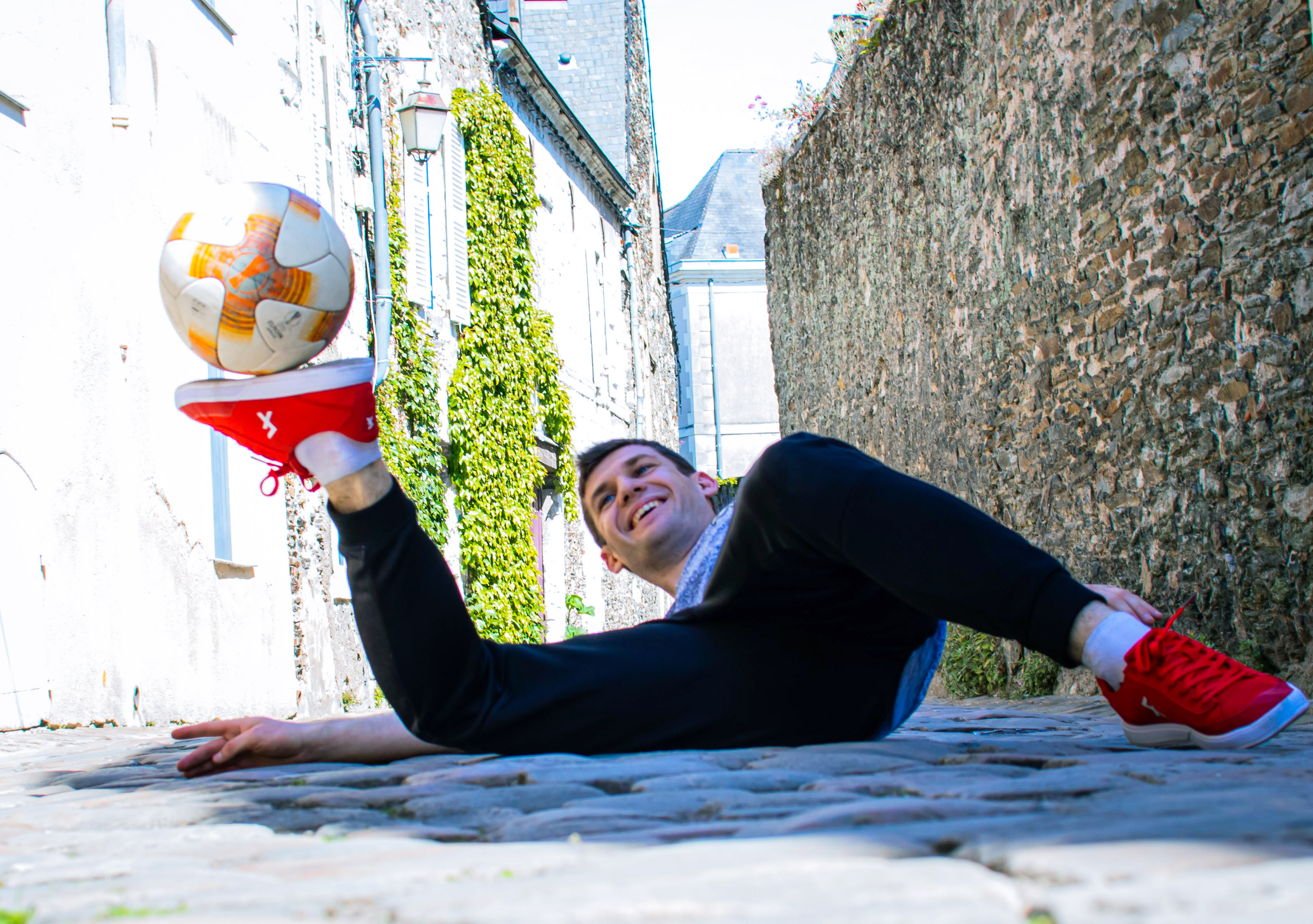
Réalisation d'un stall "Yosuke" par Ghislain Boisard

- Notion "No Touch" : Il s'agit de figures réalisées en un seul mouvement, sans contact de balle intermédiaire.
- Combo : Ce sont les mouvements qui enchaînent directement les tricks sans jongler avec la balle.
- Stall : Ce sont les mouvements qui consistent à attraper le ballon en position stationnaire.
- Clipper : Ce mouvement, issu du footbag freestyle, consiste à attraper le ballon en l'air avec l'intérieur du pied sur le côté du corps.

## Compétitions
Les compétitions de football freestyle adoptent le format de battles, similaire à celui du break-dance : chaque freestyler effectue trois passages de 30 secondes face à un adversaire. Un jury évalue chaque passage selon des critères définis par la WFFA : 
- Difficulté (difficulté technique des figures et des combinaisons, ainsi que la réponse)
  - Performance globale – la difficulté générale de sa performance complète
  - Réponse dans les mouvements – une réponse claire aux figures, au style ou aux concepts de votre adversaire
- Allround (capacité générale à exécuter toutes les catégories de la discipline de la meilleure façon possible)
  - La somme du niveau général de chaque catégorie : upper, lower, sit, transition, acrobatie et ground.
- Originalité (jouer avec un style individuel, une créativité et une variété) :
  - Style original – composition originale de figures, unique exécution des mouvements
  - Mouvements originaux – tricks nouveaux, inhabituels et inattendus
  - Variété en général – capacité à ne pas répéter les tricks ou toujours des tricks du même genre en compétition et au fil des compétitions
  - Variété au sein de la bataille – capacité à ne pas répéter les tricks au cours de la bataille
- Exécution (la performance de style avec le ballon)
  - Propreté – exécution propre des figures
  - Flow – capacité à déplacer la balle autour du corps sans hésitation
  - Style – la beauté des figures exécutées
  - Dynamique – force et vitesse des mouvements
  - Musicalité – frapper le rythme ou montrer clairement qu'il suit la musique
  - Attitude du battle – montrer votre confiance et/ou votre attitude (l'attitude consiste à créer une ambiance de combat et à ajouter de la valeur à la performance, dans le respect)
- Contrôle (la manière dont toute la performance avec le ballon est contrôlée)
  - Contrôle – contrôle général du ballon sur scène
  - Erreurs (drop) – laisser tomber le ballon ou créer une erreur

### Championnat de France
En France, il existe un Championnat de France de football freestyle depuis 2007, et ces compétitions sont mixtes (homme/femme). À l'origine, elles se déroulaient chaque année à Royan, mais depuis 2016, elles ont lieu à Paris. En 2019, le comité d'organisation a décidé de séparer les catégories hommes et femmes dans les battles, afin de favoriser le développement de chaque catégorie et mettre en avant les femmes dans ce sport. Les battles restent la catégorie principale, mais d'autres catégories voient le jour lors de certaines éditions.

### Jeux de la Francophonie
Le football freestyle est inscrit au programme officiel des Jeux de la Francophonie depuis 2013 en tant qu'activité culturelle. La France a brillé dans cette compétition en remportant notamment l'édition de 2013, lors des VIIes Jeux de la Francophonie qui se sont déroulés à Nice.

### Red Bull Street Style

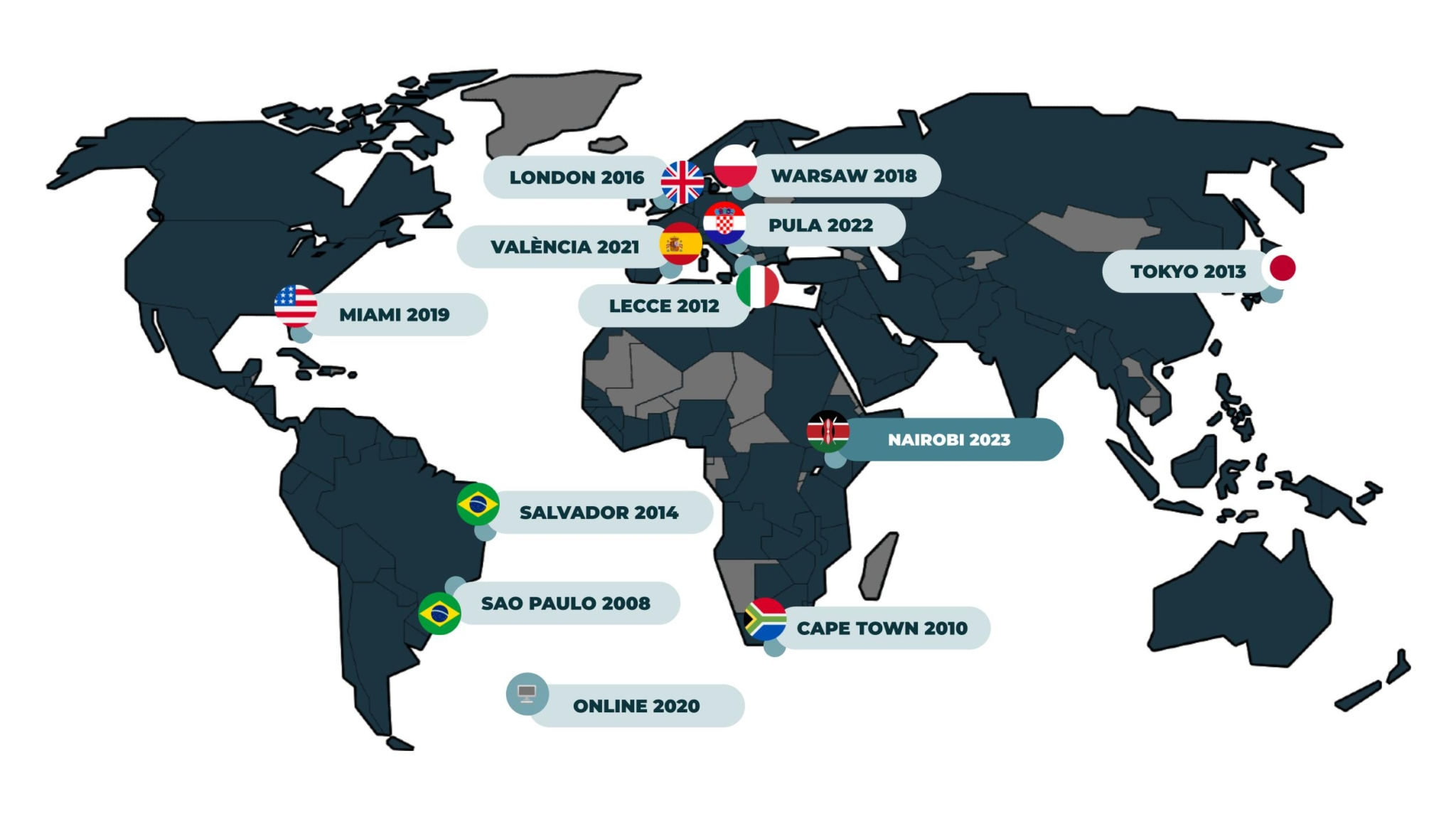
Emplacement des compétitions Red Bull Street Style (2008-2022)

Depuis 2008, Red Bull a apporté son soutien au football freestyle en organisant la célèbre compétition "Red Bull Street Style". Seuls les champions nationaux ont la possibilité de se qualifier pour cette compétition.
Chaque année, un pays hôte est désigné pour accueillir les grandes finales. Un footballeur professionnel est invité à venir juger ces finales.
Depuis 2023, cette compétition n'existe plus, c'était la dernière.

### Pulse Series
Les Freestyle Football Pulse Series sont une série de cinq tournois hautement compétitifs qui servent de qualifications régionales pour déterminer les participants à la finale du Championnat du monde de football freestyle. Ce format a été introduit en 2023 en remplacement de la compétition phare des Red Bull Street Style.
Pour l'année 2023, les Pulse Series se dérouleront à Hiroshima (Japon), New York (États-Unis d'Amérique), Mombasa (Kenya), Riga (Lettonie) et Córdoba (Argentine) entre mai et septembre 2023. 

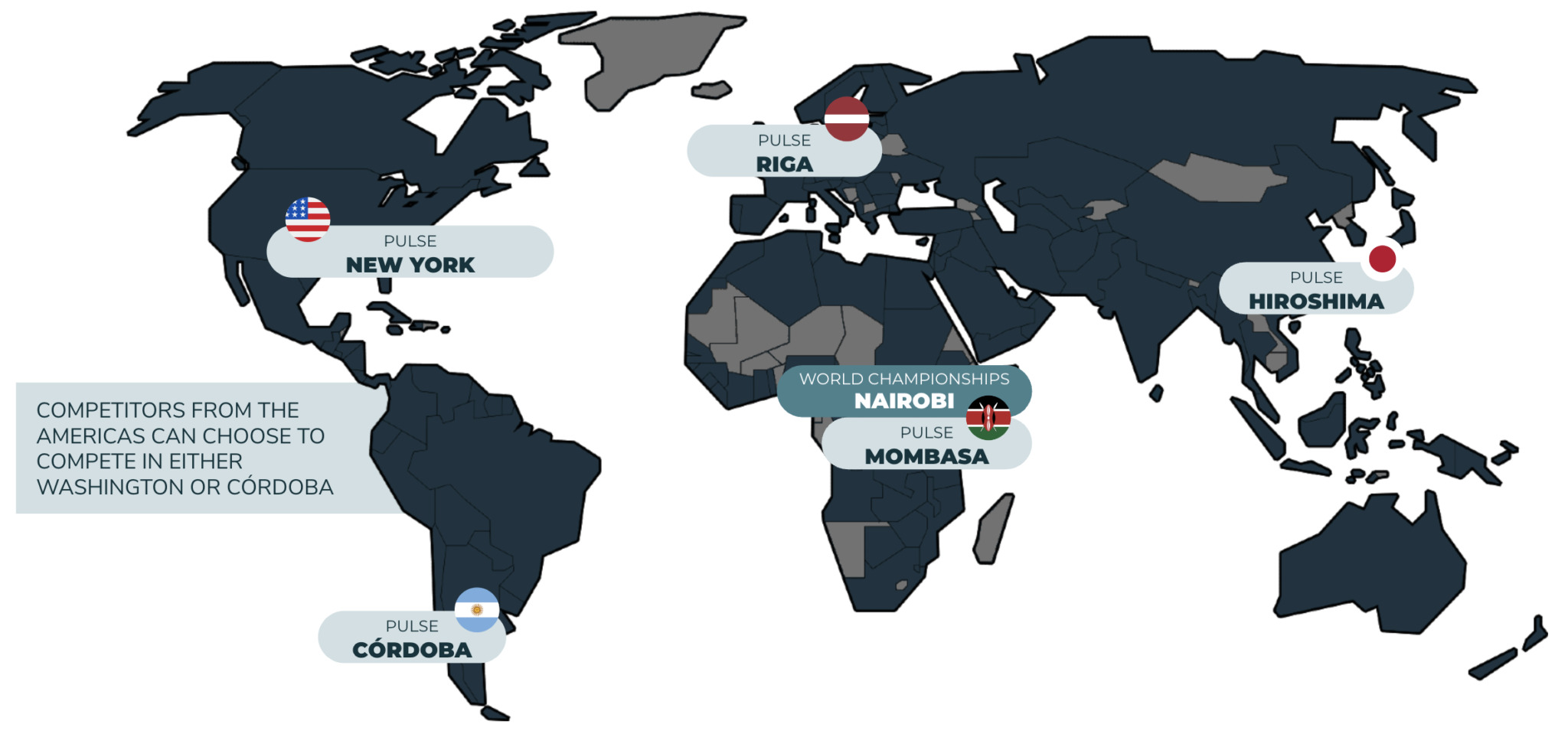
Lieux des compétitions des Pulses Series 2023

Chacune des cinq régions du monde (Amérique du Nord, Amérique du Sud, Europe, Afrique et Asie-Pacifique) dispose d'un nombre spécifique de places réservées pour la finale du Championnat du monde (World Freestyle Football Championship), assurant ainsi une représentation équitable de chaque région lors de l'événement le plus compétitif du circuit de football freestyle. De plus, grâce à Pulse Online, une place supplémentaire est disponible pour les freestylers résidant dans des pays éloignés ou ayant été blessés au moment de leur événement Pulse le plus proche.
Cela offre la possibilité à 16 hommes et 16 femmes de se qualifier pour la World Final des Pulse Series.

### Youth Championship
Depuis 2021, la World Freestyle Football Association organise un tournoi annuel destiné aux plus jeunes membres de sa communauté mondiale : le Championnat du Monde Jeunes de Football Freestyle ! 
Cette compétition mondiale permet aux freestylers de moins de 16 ans de montrer leurs compétences et de prouver qu'ils méritent leur place parmi l'élite compétitive de ce sport. Le tournoi se déroule entièrement en ligne et est évalué par une équipe de juges de premier ordre issus de tous les continents, y compris d'anciens champions du monde. Les freestylers, hommes et femmes, sont les bienvenus, car la compétition propose des catégories distinctes pour chaque sexe.

### Super Ball
Le Super Ball est la compétition internationale de football freestyle la plus connue et la plus fréquentée, attirant des centaines de freestylers du monde entier. Organisé chaque année à Prague mi-août, cet événement s'étend sur une semaine. Le Super Ball propose sept disciplines distinctes pour les hommes et les femmes : 
- Freestyle Battles 1vs1 : La compétition phare de l'événement, où deux athlètes s'affrontent pour démontrer leurs meilleures compétences devant un panel de juges.
- Routine : Une démonstration de maîtrise technique et artistique individuelle, accompagnée de musique, pour impressionner et divertir.
- Double Routine : Un spectacle de synchronisation où deux athlètes travaillent ensemble pour présenter leurs mouvements les plus impressionnants.
- Sick Three : Une compétition recherchant la meilleure combinaison de trois tricks consécutifs.
- Challenge : Les athlètes doivent réaliser des figures selon une liste de critères spécifiques, de plus en plus difficiles à mesure que les tours avancent, avec un nombre limité de tentatives. Cette épreuve est conçue pour les adeptes de combinaisons rapides avec le bas du corps.
- Kill the Beat : Les freestylers doivent mélanger leurs tricks avec une musique prédéfinie, dans un format live.
- Iron Man & Woman : Un marathon de combinaisons de base du bas du corps et d'endurance, réservé aux athlètes les plus résistants !

### Annexe (autres catégories pouvant être incluses dans les compétitions)
- Battles en équipe
- Routines
- Doubles routines
- Sick 3 (réaliser 3 tricks lower)
- Challenge (lower)
- Iron man (maximum de basics)
- Show flow
- Kill the beat
- Max 1
- Best tricks
- Panna KO
- Next Gen (-16 ans)

## Palmarès
| Année | Nom du vainqueur                     |
| ----- | ------------------------------------ |
| 2007  | Mathieu "Mat" Sinclair               |
| 2008  | Mouloud Allaoua                      |
| 2009  | Séan Garnier                         |
| 2010  | Séan Garnier                         |
| 2011  | /                                    |
| 2012  | Séan Garnier                         |
| 2013  | Gautier Fayolle                      |
| 2014  | Moss Wassim                          |
| 2016  | Moss Wassim et Brian Morales         |
| 2017  | Brian Morales                        |
| 2018  | Jordan Meunier                       |
| 2019  | Jordan Meunier / Yoanna Dallier      |
| 2020  | Nicolas Rivière / Yoanna Dallier     |
| 2021  | Lubin Loquais / Yoanna Dallier       |
| 2022  | Nicolas Rivière / Yoanna Dallier     |
| 2023  | Marco Le Bouteiller / Yoanna Dallier |
| 2024  | Nicolas Rivière / Lucie Quinton      |

| Année | Nom du vainqueur (masculin/féminin)                        |
| ----- | ---------------------------------------------------------- |
| 2009  | Pawel Skora (POL)                                          |
| 2011  | Szymon 'Szymo' Skalski (POL) / Kitti Szász (HUN)           |
| 2012  | Andrew Henderson (UK) / Lucia Kevicka (SVK)                |
| 2013  | Andrew Henderson (UK) / Mélody Donchet (FRA)               |
| 2014  | Pedro 'Pedrinho' Oliveira Duarte (BRA) / Kitti Szász (HUN) |
| 2015  | Michal 'Michryc' Rycaj (POL) / Laura Biondo (VEN)          |
| 2016  | Erlend Fagerli (NOR) / Kalina Matysiak (POL)               |
| 2017  | Ricardinho Chahini (BRA) / Liv Cooke (UK)                  |
| 2018  | Erlend Fagerli (NOR) / Kalina Matysiak (POL)               |
| 2019  | Erlend Fagerli (NOR) / Agnieszka Mnich (POL)               |
| 2020  | Jesse Marlet (The Netherlands) / Agnieszka Mnich (Poland)  |
| 2021  | Erlend Fagerli (Norway) / Agnieszka Mnich (Poland)         |
| 2022  | Erlend Fagerli (Norway) / Agnieszka Mnich (Poland)         |
| 2023  | Jesse Marlet (The Netherlands) / Izzy (UK)                 |
| 2024  | Tristan Gac (France) / Izzy (UK)                           |

| Année | Nom du vainqueur (masculin/féminin)                                               |
| ----- | --------------------------------------------------------------------------------- |
| 2008  | Sean Garnier (FRA)                                                                |
| 2010  | Anders 'Azun' Solumn (NOR)                                                        |
| 2012  | Kotaro 'Tokura' Tokuda (JAP) / Kitti Szász (HUN)                                  |
| 2013  | Szymon 'Szymo' Skalski (POL) / Kitti Szász (HUN)                                  |
| 2014  | Andrew Henderson (UK) / Mélody Donchet (FRA)                                      |
| 2016  | Charly Iacono (ARG) / Mélody Donchet (FRA)                                        |
| 2018  | Erlend Fagerli (NOR) / Aguska Mnich (POL)                                         |
| 2019  | Ricardo 'Ricardinho' Fabiano Chahini de Araújo (Brasil) / Melody Donchet (France) |
| 2020  | Erlend Fagerli (Norway) / Melody Donchet (France)                                 |
| 2021  | Erlend Fagerli (Norway) / Lia Lewis (UK)                                          |
| 2022  | Erlend Fagerli (Norway) / Caitlyn Schrepfer (USA)                                 |
| 2023  | Jay Hennicke (AUS) / Anastasia Bagaglini (ITA)                                    |

| Année | Nom du vainqueur (masculin/féminin)       |
| ----- | ----------------------------------------- |
| 2023  | Erlend Fagerli (NOR) / Aguska Mnich (POL) |
| 2024  | Jesse Marlet (NED) / Aguska Mnich (POL)   |

| Année | Nom du vainqueur                            |
| ----- | ------------------------------------------- |
| 2010  | Lukasz 'Luki' Chwieduk (POL)                |
| 2014  | Mikolaj (POL)                               |
| 2015  | Tobias (NOR)                                |
| 2016  | Erlend Fagerli (NOR)                        |
| 2017  | Brynjar fagerli (NOR)                       |
| 2018  | Erlend Fagerli (NOR) / Laura Dekker (NET)   |
| 2023  | Erlend Fagerli (NOR) / Mélody Donchet (FRA) |
| 2024  | Tristan Gac (France) / Aguska Mnich (POL)   |

| Année | Nom de la compétition    | Vainqueur                                            |
| ----- | ------------------------ | ---------------------------------------------------- |
| 2007  | Red Bull Fútbol de Calle | Steve Elias (CAN)                                    |
| 2007  | Red Bull Reacción        | Gustavo Tello (ECU)                                  |
| 2011  | World Tour               | Andrew Henderson (UK)                                |
| 2013  | World Tour               | Michal 'Michryc' Rycaj (POL)                         |
| 2014  | World Tour               | Sebastian 'Boyka' Ortiz (COL)                        |
| 2014  | World Tour               | Andrew Henderson (UK)                                |
| 2016  | World Tour               | Andrew Henderson (UK)                                |
| 2016  | World Tour               | Michal 'Michryc' Rycaj (POL) / Melody Donchet (FRA)  |
| 2018  | DAZN World Masters       | Michal 'Michryc' Rycaj (POL) / Kalina Matysiak (POL) |
| 2021  | World Youth Championship | Marc Le Bouteiller (France) / Becka Hugill (UK)      |
| 2022  | World Youth Championship | Jonathan van Rijsbergen (NET) / Isabel Wilkins (UK)  |
| 2023  | World Youth Championship | Shihaya Fukuda (JAP) / Sora Suzuki (JAP)             |

Autres titres majeurs remportés par les Français :
Super Ball 2023 - Challenge (2ème place) : Matéo Serri (FRA)
Routine Duo 2023 - Or : Jordan Meunier et Lubin (FRA)
Routine Solo 2024 - Or : Sombrero (FRA)
Super Ball 2022 - Sick Three / Challenge Lower (1ère place) : Lucie Quinton (FRA)
Routine Super Ball : Sept fois champions du monde de 2011 à 2017 : Gautier Fayolle (FRA)
Routine Duo Super Ball : Quatre fois champions du monde de 2011 à 2014 : Gautier Fayolle (FRA) et Clément Reubrecht (FRA)

## Influenceurs majeurs
Le foot freestyle a gagné en renommée grâce aux réseaux sociaux, où les youtubeurs et les équipes de freestylers attirent un large public et réalisent énormément de vues.
- Séan Garnier, créateur de la marque S3 Society (5,31 M Youtube)
- Wass Freestyle, créateur de la marque SPEEN (3,16 M Youtube)
- Star Freestyle (2,19 M Youtube)
- Footstyle, collectif de 6 freestylers (769 K Youtube)
- S3 Society, collectif de freestylers de football et de basket (496 K Youtube)
- Renaudinho (268 K Youtube)
- L'équipe UrbanBall, mise en place par Séan Garnier (2,21 K Youtube)

## Équipement
Pour pratiquer le foot freestyle, seul un ballon de football est nécessaire. De nombreuses marques ont développé des équipements spécialement conçus pour cette discipline : 4 Freestyle, SWRL World, Speen, Urbanball, FootStyle, Monta et Footwork Italia.